# Operación Pena Máxima
La Operación Pena Máxima (en portugués: Operação Penalidade Máxima) es una investigación sobre arreglo de partidos en fútbol en Brasil hecha por el Ministerio Público de Brasil con sede en el estado de Goiás.

## Caso
El 14 de febrero de 2023 una organización criminal fue vinculada a la manipulación de resultados de partidos de fútbol en el Campeonato Brasileño de Serie B, lo cual investigó el Ministerio Público de Brasil en el estado de Goiás (MPGO).
La investigación inició con tres partidos de la Serie B, los cuales se jugaron en la última jornada de la temporada 2022: 
- Vila Nova 0–0 Sport Recife
- Criciúma 2–0 Tombense
- Sampaio Corrêa 2–1 Londrina.

Los beneficios con el arreglo de partidos fueron estimados en R$ 2 millones, eso si se cobraban penales en esos tres partidos. En dos de ellos sí hubo penales, pero eso no ocurrió en el partido del Vila Nova debido a que el jugador que inicialmente habría recibido R$10,000 para cometer un penal no tuvo participación en ese partido.
El 18 de abril de 2023 una segunda fase de la operación fue lanzada, llamada Operação Penalidade Máxima II. Eso provocó que el Ministerio Público de Goiás (MPGO) actuara junto con el Grupo de Acción Especial para Combatir el Crimen Organizado (Gaeco) y la Coordinación Institucional de Securitdad e Inteligencia (CSI). Esa acción logró la obtención de nueva evidencia en el tema de manipulación de resultados en partidos de fútbol profesional, incluyendo el Campeonato Brasileño de Serie A de 2022. De acuerdo con el MPGO, existían sospechas de que el grupo criminal estuvo involucrado en al menos cinco partidos, todos relacionados con campeonatos estaduales, incluyendo Goiás, Rio Grande do Sul, Mato Grosso y São Paulo, todos de la temporada 2023.

## Sospechosos
Al iniciar la segunda etapa, 16 personas estaban involucradas en la investigación. El 10 de mayo de 2023 el número de sospechosos aumentó.
Inicialmente cuatro futbolistas admitieron estar involucrados con el escándalo de arreglo de partidos, pero no fueron detenidos: Kevin Lomónaco (del Red Bull Bragantino), Moraes (en ese momento del Juventude), Nikolas Farias (del Novo Hamburgo) y Jarro Pedroso (del Inter de Santa Maria). El 9 de mayo de 2023 Moraes (en ese momento jugador del Juventude) aceptó un acuerdo con el Ministerio Público luego de admitir que estuvo involucrado en el caso, y cooperó con las investigaciones. 13 días después Bryan García (del Athletico Paranaense) también participó en la investigación por acuerdo.
El 26 de mayo de 2023 otros dos futbolistas acordaron con el Ministerio Público para cooperar con la investigación: Diego Porfírio (en ese momento jugador del Coritiba) y Nino Paraíba (quien jugaba con el Ceará).

### Partidos en Investigación
Campeonato Brasileiro Série A
- Palmeiras x Juventude (10 de septiembre de 2022)
- Juventude x Fortaleza (17 de septiembre de 2022)
- Goiás x Juventude (5 de noviembre de 2022)
- Ceará x Cuiabá (16 de octubre de 2022)
- Red Bull Bragantino x América-MG (5 de noviembre de 2022)
- Santos x Avaí (5 de noviembre de 2022)
- Botafogo x Santos (10 de noviembre de 2022)
- Palmeiras x Cuiabá (6 de noviembre de 2022)

Campeonato Brasileiro Série B
- Sport x Operário-PR (28 de octubre de 2022)

Campeonato Paulista
- Guarani x Portuguesa (8 de febrero de 2023)
- Red Bull Bragantino x Portuguesa (21 de enero de 2023)

Campeonato Gaúcho
- Caxias x São Luiz-RS (12 de febrero de 2023)

### Futbolistas
Los siguientes futbolistas aceptaron el cargo de manipulación de resultados ante el Ministerio Público:
- Eduardo Bauermann (defensa central del Santos)
- Gabriel Tota (centrocampista, en ese momento del Juventude)
- Victor Ramos (defensa central, en ese momento del Portuguesa)
- Igor Cariús (lateral izquierdo, en ese momento del Cuiabá)
- Paulo Miranda (defensa central, en ese momento del Juventude)
- Fernando Neto (centrocampista, en ese momento del Operário Ferroviário)
- Matheus Gomes (guardameta, en ese momento del Sergipe)
- Vitor Mendes (defensa central, en ese momento del Juventude)
- Nino Paraíba (lateral derecho, en ese momento del Ceará)
- Romário (centrocampista, en ese momento del Vila Nova)
- Joseph (defensa central, en ese momento del Tombense)
- Mateusinho (lateral derecho, en ese momento del Sampaio Corrêa)
- Gabriel Domingos (delantero, en ese momento del Vila Nova)
- Alan Godói (defensa central, en ese momento del Sampaio Corrêa)
- André Queixo (centrocampista, en ese momento del Sampaio Corrêa)
- Ygor Catatau (delantero, en ese momento del Sampaio Corrêa)
- Paulo Sérgio (defensa central, en ese momento del Sampaio Corrêa)

### Apostadores y miembros de la organización criminal
- Bruno Lopez de Moura
- Ícaro Fernando Calixto dos Santos
- Luís Felipe Rodrigues de Castro
- Victor Yamasaki Fernandes
- Zildo Peixoto Neto
- Thiago Chambó Andrade
- Romário Hugo dos Santos
- William de Oliveira Souza
- Pedro Gama dos Santos Júnior

## Consecuencias
- El Vila Nova rescindió el contrato con Romário el 30 de noviembre de 2022 argumentando "actos de indisciplina" del jugador;[10]
- El Vila Nova rescindió el contrato con Gabriel Domingos el 17 de marzo de 2023;[11]
- El Ituano separó a André Queixo del primer equipo el 17 de marzo de 2023;[12]
- El Sampaio Corrêa separó a Alan Godói del primer equipo y suspendió su contrato el 18 de marzo de 2023;[13]
- El Tombense rescindió el contrato con Joseph el 28 de marzo de 2023;[14]
- El Red Bull Bragantino separó a Kevin Lomónaco del primer equipo el 19 de abril de 2023;[15]
- Paulo Miranda quien había firmado un contrato con el Náutico, lo rescindió el 24 de mayo de 2023;[16]
- El Santos separó a Eduardo Bauermann del primer equipo el 9 de mayo de 2023,[17] y suspendió su contrato siete diás después;[18]
- El Atlético Goianiense cedió a préstamo a Moraes al Aparecidense el 9 de mayo de 2023 luego de que el jugador hiciera un acuerdo de cooperación con el Ministerio Público;[19]
- El Fluminense suspendió el contrato con Vitor Mendes el 10 de mayo de 2023;[20]
- El Colorado Rapids suspendío el contrato con Max Alves el 10 de mayo de 2023;[21]
- El São Bernardo suspendió el contrato con Fernando Neto el 10 de mayo de 2023;[22]
- El Athletico Paranaense echó a Bryan García y a Pedrinho el 12 de mayo de 2023,[23] luego de que sus nombres aparecieran en una carpeta de uno de los miembros de la organización criminal;
- El Coritiba suspendió el contrato con Alef Manga el 13 de mayo de 2023;[24]
- El América Mineiro aceptó la rescisión de contrato de Nino Paraíba el 15 de mayo de 2023;[25]
- El Juventude rescindió el contrato con Gabriel Tota el 17 de mayo de 2023, tres días después de que su préstamo con el Ypiranga-RS terminara;[26]

## Sentencias
El 29 de mayo de 2023 el Tribunal Superior de Justicia Deportiva (STJD) suspendió a Romário de por vida del fútbol, además de recibir una multa por R$ 25,000 luego de que su excompañero de equipo Gabriel Domingos fuera suspendido por 720 días y una multa por R$ 15,000; siendo ellos los primeros futbolistas juzgados en la investigación. El 1 de junio el STJD castigó a los futbolistas involucrados en la segunda etapa de las investigaciones, primero a:
- Moraes fue suspendido del fútbol por 760 días y multado con R$ 55,000;
- Gabriel Tota fue suspendido de por vida del fútbol y multado con R$ 30,000;
- Paulo Miranda fue suspendido del fútbol por 1,000 días y multado con R$ 70,000;
- Eduardo Bauermann fue suspendido por 12 partidos;
- Igor Cariús fue absuelto;
- Fernando Neto fue suspendido del fútbol por 380 días y multado con R$ 15,000;
- Matheus Gomes fue suspendido de por vida del fútbol y multado con R$ 10,000;
- Kevin Lomónaco fue suspendido del fútbol por 380 días y multado con R$ 25,000.

Las decisiones cambiaron el 7 de julio de 2023 cuando Bauermann fue suspendido del fútbol por 360 días y multado con R$ 35,000, a Fernando Neto y Lomónaco les redijeron la suspensión en 20 días, a Moraes le redujeron la suspensión en 40 días y a Paulo Miranda le redujeron la suspensión en 280 días.